# Tamnavulin
Tamnavulin (« la fabrique sur la colline » en gaélique écossais) est une distillerie de whisky située sur les bords de la Livet en Écosse. Créée en 1966 par Tamnavulin-Glenlivet Distillery Co Ltd., elle a été rachetée en 1993 par Whyte and Mackay Ltd et mise en sommeil en 1995. À la suite de l'acquisition en 2007 de Whyte & Mackay par le groupe indien United Breweries, la distillerie a repris son activité.

## Embouteillages
Principalement utilisés dans des blends (Mackinlay's notamment), le whisky produit à Tamnavulin a également été embouteillé comme single malt. On trouve deux versions officielles :
- Tamnavulin 12 ans
- Tamnavulin 25 ans (distillé en 1966)

Plusieurs embouteillages indépendants existent également :
- Tamnavulin - 1988-2007 - Cask Collection - 58,9 % - (Gordon & McPhail)
- Tamnavulin - Connoisseurs Choice - Gordon & McPhail
- Tamnavulin - Provenance - 10 ans - Autumn distillation - 46 % - (Douglas Laing)
- Tamnavulin - 8 ans (cask 700629) - 59.4 % - Cask Collection (A.D. Rattray)